# Five Miles Out
Five Miles Out è un album in studio di Mike Oldfield pubblicato nel 1982 dalla Virgin Records in formato LP e musicassetta.

## Il disco
La prima metà dell'album è costituita dalla suite Taurus II, ideale proseguimento del brano Taurus I (incluso nel precedente album QE2) con il quale condivide alcuni temi musicali, come ad esempio la sezione vocale intitolata The Deep Deep Sound interpretata da Maggie Reilly; all'interno del brano compaiono anche temi presenti su altre tracce di quest'album, come Five Miles Out e Orabidoo.
Family Man apre il lato B del disco ed è fondamentalmente un brano rock cantato da Maggie Reilly. Fu pubblicato come singolo nel 1982. Il duo statunitense Hall & Oates ne incise una cover di successo nel 1983.
Orabidoo è un lungo brano con vari cambi di atmosfera e di arrangiamento, tra cui la ripresa di un tema di Taurus II. Presenta al suo interno alcune sezioni cantate dallo stesso Oldfield attraverso un vocoder, dal testo quasi indecifrabile; si chiude con una sezione cantata da Maggie Reilly con il solo accompagnamento di una chitarra folk e di un glockenspiel ed un testo dedicato alla bellezza naturale dell'Irlanda.
Mount Teidi è un breve brano interamente strumentale che prende il titolo dal monte Teide nell'isola spagnola di Tenerife. Esso si sviluppa essenzialmente attorno alle percussioni di Carl Palmer, ospite solo su questo brano.
Five Miles Out fu pubblicato anch'esso come singolo. In esso Oldfield e Reilly si alternano alla voce. Il testo racconta di un difficile volo in aereo attraverso una perturbazione, episodio realmente accaduto allo stesso Oldfield poco tempo prima.

## Copertina
L'immagine di copertina ritrae un aereo Beechcraft 18 in volo sopra le nubi, riferimento al testo del brano Five Miles Out. All'interno della copertina è invece riprodotto il foglio di produzione del brano Taurus II, con l'indicazione dei vari strumenti lungo le 24 tracce del nastro. Se ne evince che fu registrato tra il settembre 1981 e il febbraio 1982 su un Ampex ATR-124.

## Tracce

### Edizione originale (1982)
Lato A
1. Taurus II – 24:43 - (Mike Oldfield)

Lato B
1. Family Man – 3:45 - (Oldfield, Tim Cross, Rick Fenn, Mike Frye, Maggie Reilly, Morris Pert)
2. Orabidoo – 13:03 - (Oldfield, Cross, Fenn, Frye, Reilly, Pert)
3. Mount Teidi – 4:10 - (Oldfield)
4. Five Miles Out – 4:16 (Oldfield)

### Edizione CD rimasterizzato HDCD (2000)
- tracce come sopra

### Edizione CD rimasterizzato 24-bit Digital con tracce bonus (2013)
1. Taurus II – 24:43
2. Family Man – 3:45
3. Orabidoo – 13:03
4. Mount Teidi – 4:10
5. Five Miles Out – 4:16
6. Waldberg (The Peak) - 3:27
7. Five Miles Out (demo version) – 4:10

### Edizione Deluxe (doppio CD + DVD)
CD 1
- come sopra
CD2 "Five Miles Out Tour" - Live in Cologne, 6th December 1982
1. Tubular Bells Part One
2. Sheba
3. Mirage
4. Family Man
5. Taurus II
6. Mount Teidi
7. Five Miles Out
8. Guilty

DVD 
"Five Miles Out" - Mike Oldfield's 2013 5.1. Surround Mix
1. Taurus II
2. Family Man
3. Orabidoo
4. Mount Teidi
5. Five Miles Out

Visual content
1. Five Miles Out (promotional video)
2. Five Miles Out / Mistake (Six Fifty Five Special BBCTV 28th July 1982)

## Musicisti
- Mike Oldfield - chitarre, basso, tastiere, voce
- Maggie Reilly - voce
- Tim Cross - tastiere
- Rick Fenn - chitarre
- Mike Frye - percussioni
- Morris Pert - percussioni, arrangiamento archi su Five Miles Out
- Paddy Moloney - uilleann pipes su Taurus II
- Carl Palmer - percussioni su Mount Teidi
- Graham Broad - batteria su Five Miles Out
- Martyn Ford - direzione archi su Five Miles Out